# Vallbona d'Anoia
Vallbona d'Anoia este o localitate în Spania în comunitatea Catalonia în provincia Barcelona. În anul 2000 avea o populație de 1.037 locuitori cu o suprafață de 6,45 km 2.

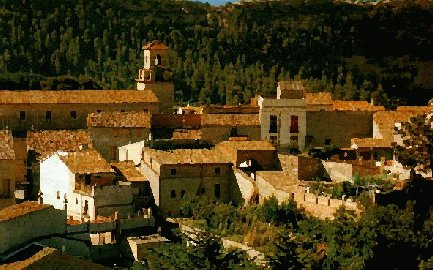
Municipiu din Vallbona d'Anoia

1. ↑  Nomenclátor Geográfico de Municipios y Entidades de Población (20240402 edition)
2. 1 2   http://www.idescat.cat/pub/?id=aec&n=925&t=2016 Lipsește sau este vid: |title= (ajutor)